# Phaëton (Saint-Saëns)
Phaëton, Op.39 là bản giao hưởng thơ của nhà soạn nhạc người Pháp Camille Saint-Saëns. Bản nhạc này được ông sáng tác vào năm 1873.